# معقد انتقال الشحنة

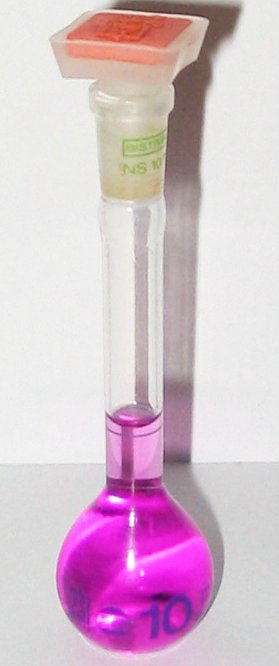
يعد أيون البيرمنغنات من الأمثلة النمطية على مركب تعود شدة لونه إلى معقد انتقال الشحنة

معقد انتقال الشحنة هو معقد تناسقي يعتمد في تركيبه على وجود جزيء مانح وآخر مستقبل للإلكترونات؛ حيث يؤدي التجاذب الكهربائي الساكن إلى استقرار المعقد.
إن طبيعة التجاذب بين هاتين الوحدتين لا يصنف ضمن الترابط الكيميائي، والكثير منها تخضع لانتقالات إلكترونية جزيئية للوصول إلى حالة مثارة بحيث يحدث امتصاص للضوء نتيجة انتقال جزء من الشحنة الكهربائية بين الوحدتين المكونتين للمعقد؛ ولذلك فإن لتلك المعقدات ألوان شديدة؛ مثلما هو الحال مع معقد اليود مع النشاء، الذي له لون أزرق غامق.